# 榆树沟 (银川)
榆树沟是贺兰山的一条沟谷，位于宁夏回族自治区银川市西南，呈东南－西北走向，得名于沟中繁茂的榆树。明朝时期榆树沟沟口为边防关隘，称金塔口。该沟也是永宁县和银川城区的界沟，沟中小路通往内蒙古自治区阿拉善盟。